# Егейське море

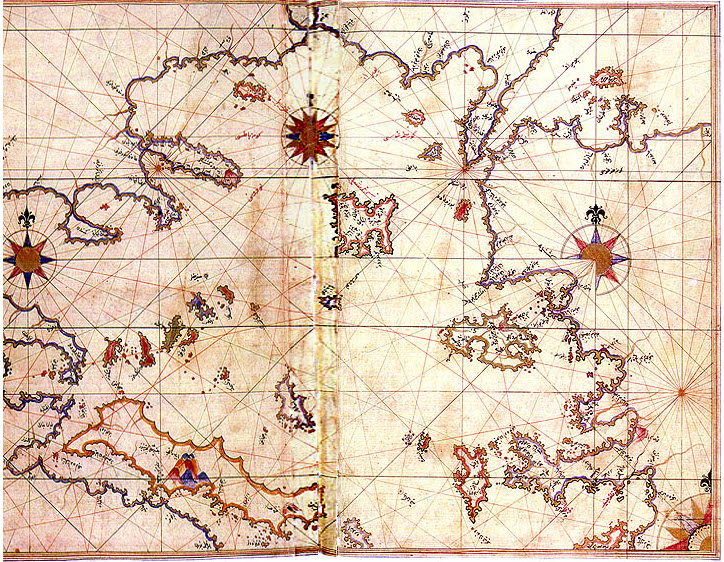
Карта Егейського моря турецького картографа Пірі Рейса, 1528 рік

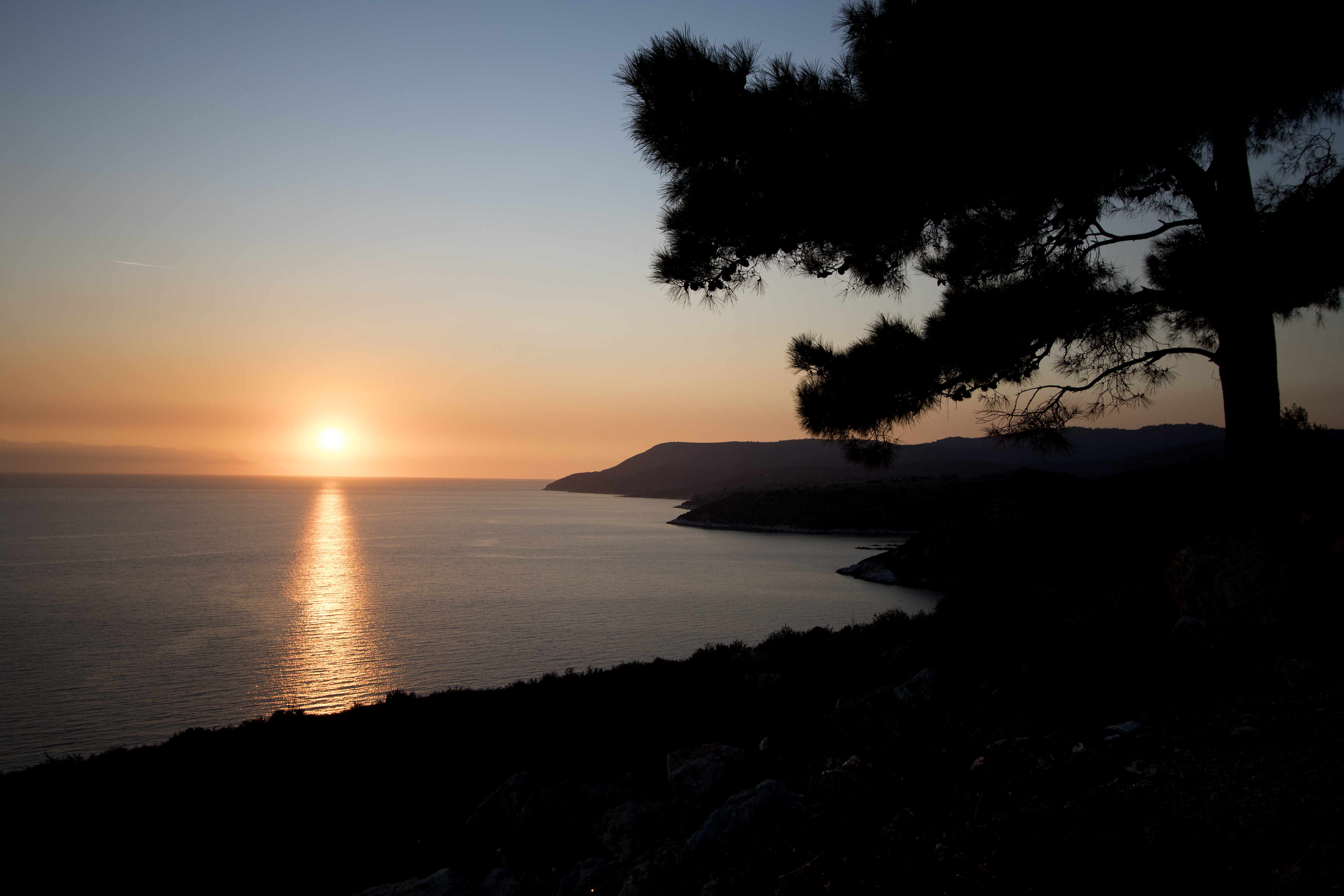
Захід сонця над Егейським морем (Ізмір)

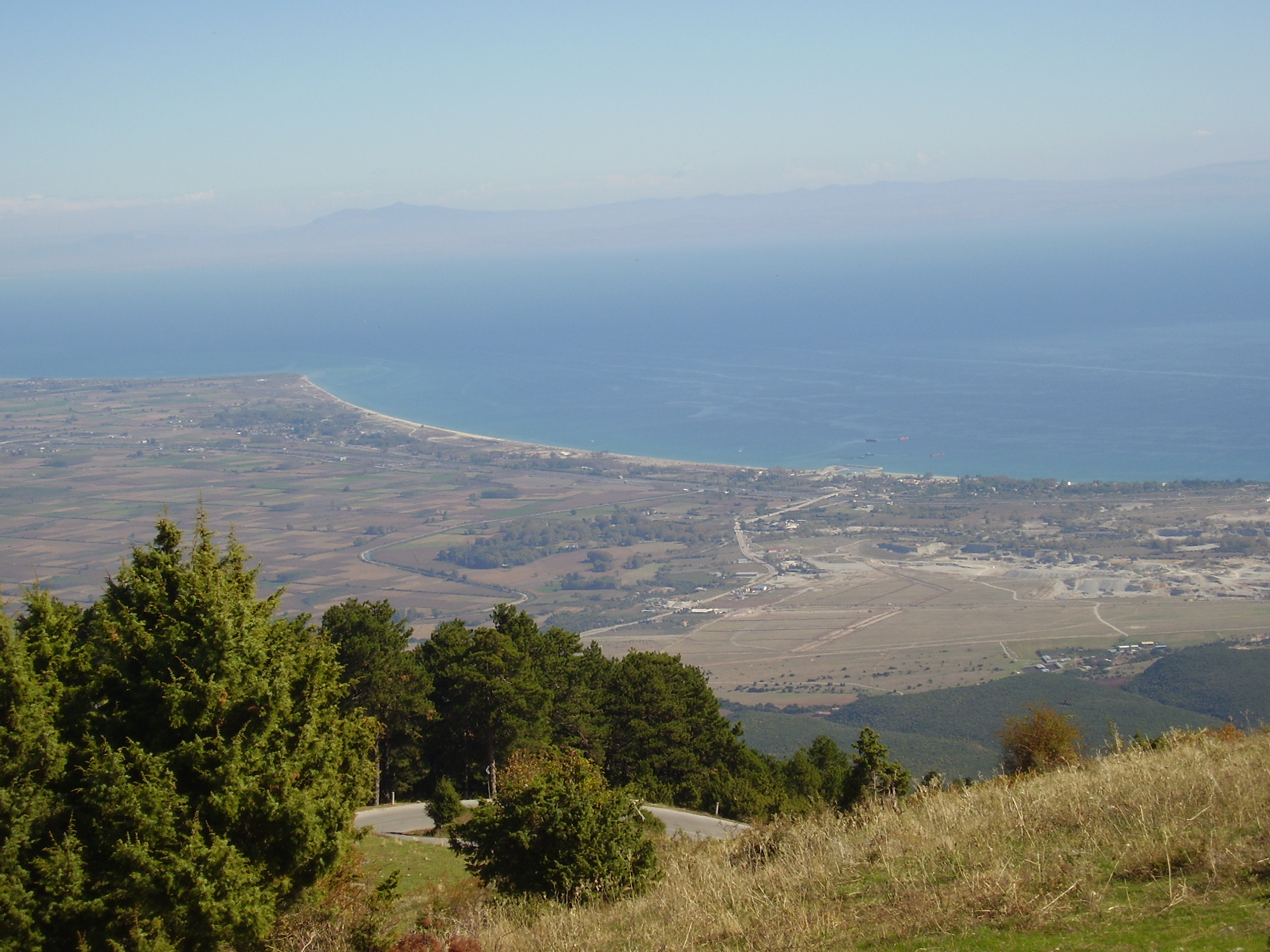
Вид на Егейське море з гори Олімп

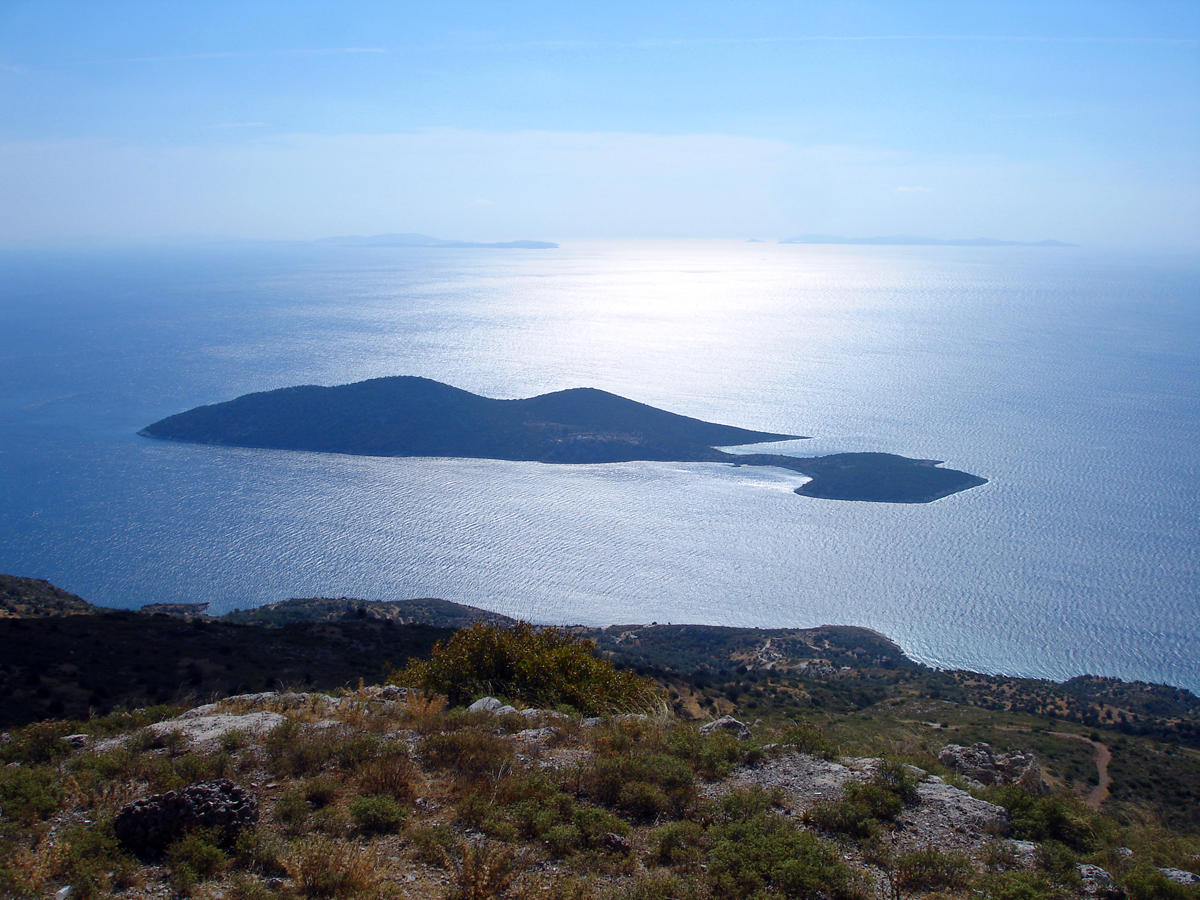
Вид на острів Саміопула з острова Самос

Еге́йське мо́ре (грец. Αιγαίον πέλαγος, тур. Ege Denizi), інколи Біле море (болг. Бяло море) — напівзамкнене море в басейні Середземного моря, між півостровами Балканським і Малою Азією і островом Крит. Площа 191 тисяча км².

## Загальні відомості
Море омиває береги Греції і Туреччини. На північному сході через протоку Дарданелли з'єднується з Мармуровим морем і далі — через протоку Босфор із Чорним морем, на півдні — через декілька проток між островами — із Середземним морем. Багато островів.
Егейське море утворилося в результаті занурення в кінці пліоцену і в плейстоцені суші (Егеїди), залишками якої є численні острови (у зв'язку з цим море Егейське раніше називалося морем Архіпелагу).
Переважають глибини від 200 до 1000 м (найбільша — 2529 м на півдні). Течії в західній частині моря направлені на південь, у східній — на північ; їхня швидкість до 0,5—1 км/год. Температура води на поверхні взимку 11—15 °C, влітку 22—25 °C. На глибині понад 350 м температура води не змінюється протягом всього року (12—13 °C). Солоність 37,0—39,0‰. Припливи півдобові, їх величина від 30 до 60 см.
Розвинені рибальство (сардини, горбаневі, скумбрія та інші), здобич губок, туризм.
Головні порти: Пірей, Салоніки (Греція), Ізмір (Туреччина).

## Походження назви
Давньогрецька міфологія пов'язує назву моря з ім'ям афінського царя Егея, який кинувся зі скелі в море, вирішивши, що його син Тесей загинув на Криті, убитий Мінотавром.

## Межі
Міжнародна гідрографічна організація визначає межі Егейського моря так:

На півдні. Межа прямує від мису Аспро (28° 16' сх. д.) в Малій Азії, до мису Капо делла Саббіа на крайньому північному-сході острова Родос, через острів до мису Прасонісі, і далі на південний захід острова Карпатос (до мису Вронтос (35° 33' пн. ш.)) на, через цей острів до мису Кастелло (Castello Point), що є найпівіденнішою точкою острова і далі до мису Плака (східного краю острова Крит), через острів Крит до північно-західної точки острова — Агріа Грамвуса, звідти до мису Аполітарес острову Антикітера, через острів до північно-західної точки — скель Псіра через мис Трахілі острову Кітера, через острів до північно-західної точки (мис Каравугія) й через мис Санта Марія (36°28′ пн. ш. 22°57′ сх. д. / 36.467° пн. ш. 22.950° сх. д.) у Мореї.
По Дарданеллам. Лінія з'єднує Кум Кале (26° 11' сх. ш.) та мис Геллес.

## Острови
Егейські острови, які майже всі належать Греції, можна розділити на сім груп:
- Північно-східні Егейські острови (Айос-Ефстратіос, Лемнос, Лесбос, Самотракі, Тасос та інші)
- Евбея
- Північні Споради (Алонісос, Скіатос, Скопелос, Перістера, Скірос)
- Кіклади (Андрос, Тінос, Сірос, Міконос, Делос, Антипарос, Парос, Наксос, Малі Кіклади, Аморгос, Фолегандрос, Сікінос, Іос, Анафі, Санторині, Тірасія, Кеа, Кітнос, Кімолос, Мілос, Серіфос, Сіфнос)
- Саронічні острови або Арго-Саронічні острови (Саламін,  Егіна, Ангістрі, Порос,  Ідра, Докос, Спеце та інші)
- Додеканес або Південні Споради (Астепалеа, Калімнос, Карпатос, Касос, Кос, Лерос, Нісірос, Патмос, Родос, Сімі, Тілос)
- Крит

## Гідрологія
Поверхневі течії утворюють циклональний колообіг, солоніша середземноморська вода рухається на північ уздовж західного узбережжя Туреччини, перед тим, як витісняється менш щільною чорноморською водою. Середземноморська вода розташовується нижче течії Чорного моря на глибинах 23-30 метрів, потім проходить через протоку Дарданелли до Мармурового моря зі швидкістю 5—15 см/с. Вода з Чорного моря рухається на захід уздовж узбережжя північчю Егейського моря, а потім тече на південь вздовж східного узбережжя Греції.
Аналіз води Егейського моря в 1991—1992 роках виявив 3 різних шари води:
- Поверхнева вода Егейського моря — до глибин 40—50 метрів (130—160 футів), з літніми температурами 21—26 °C і зимовими температурами в діапазоні від 10 °C на півночі до 16 °C на півдні.
- Середній шар води Егейського моря — на глибинах від 40—50 м до 200—300 метрів з температурою 11—18 °C.
- Придонна вода Егейського моря — на глибинах 500—1000 м із дуже рівномірною температурою (13—14 °С) і солоністю (3,91—3,92 %).

## Галерея

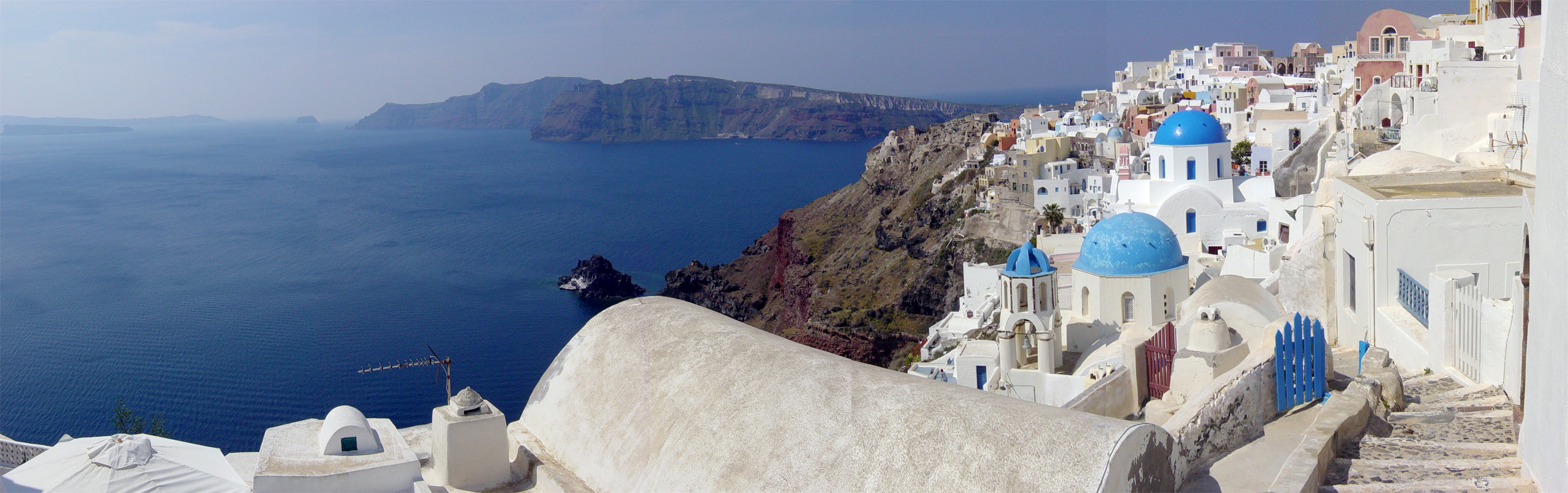
Острів Санторині

## Клімат
Акваторія моря лежить в середземноморській області північного субтропічного кліматичного поясу. Влітку переважають тропічні повітряні маси, взимку — помірні. Значні сезонні амплітуди температури повітря і розподілу атмосферних опадів. Влітку жарко, ясна і тиха погода; взимку відносно тепло, похмура вітряна погода і дощить.

## Біологія
Акваторія моря належить до морського екорегіону Егейське море бореальної північноатлантичної зоогеографічної провінції. У зоогеографічному відношенні донна фауна континентального шельфу й острівних мілин до глибини 200 м належить до середземноморської провінції, перехідної зони між бореальною та субтропічною зонами.